# Distretti dell'Uganda

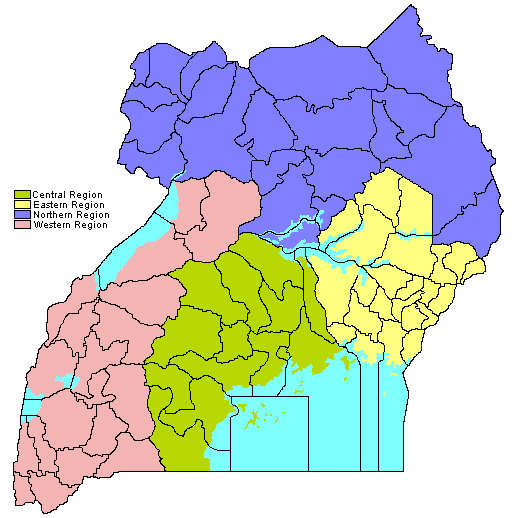
Regioni dell'Uganda (con i confini del distretto come erano nel 2006)

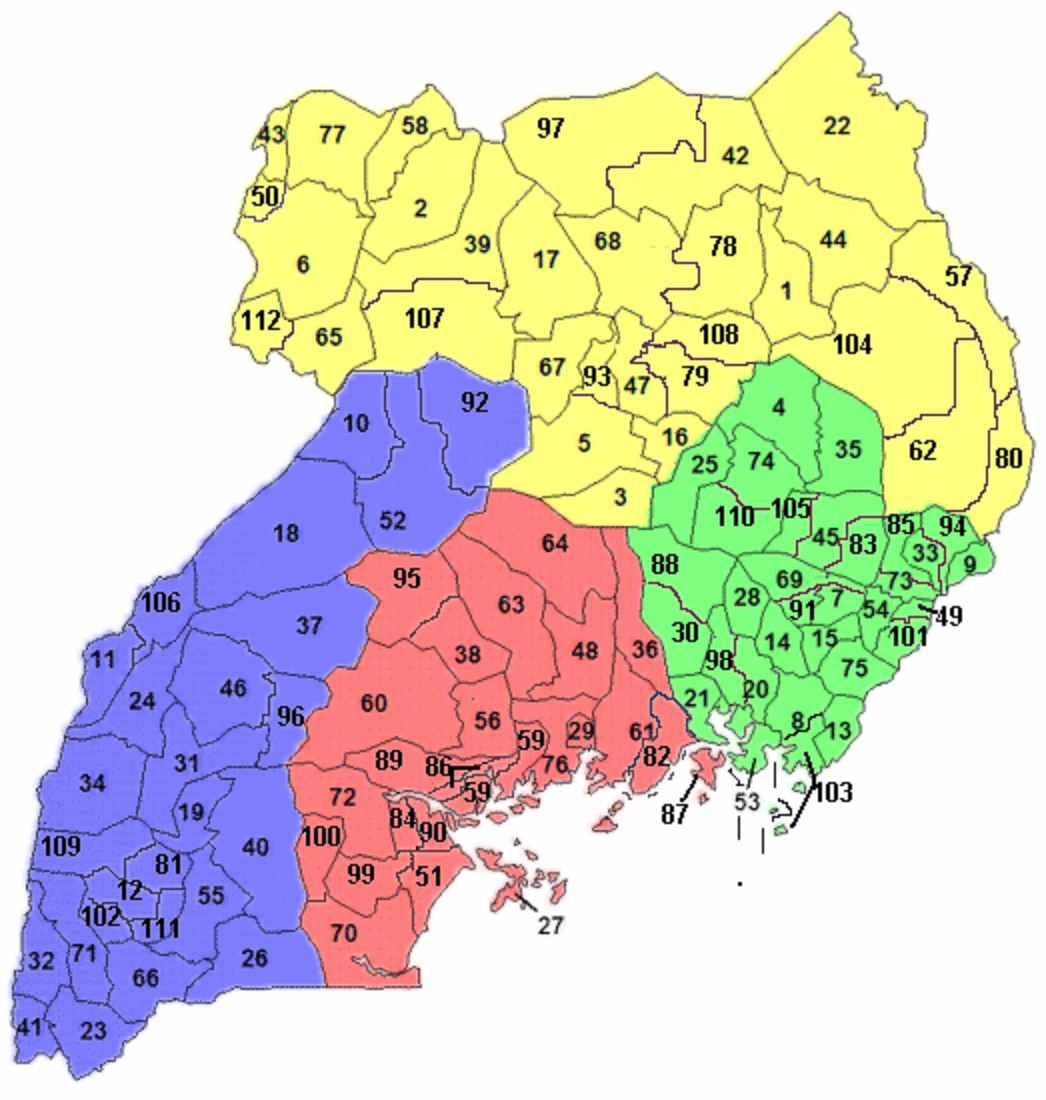
Regioni dell'Uganda (con i confini del distretto come lo erano nel 2010)
Regione centrale -
Regione occidentale -
Regione orientale -
Regione settentrionale

I distretti dell'Uganda sono la suddivisione territoriale di secondo livello del Paese, dopo le regioni, e sono pari a 111; ad essi è equiordinata la capitale, Kampala. Ciascuno distretto si suddivide a sua volta in contee.

## Lista
Regione Centrale
| Distretto                 | Capoluogo          | Popolazione (2014) | Superficie (Km²) |
| ------------------------- | ------------------ | ------------------ | ---------------- |
| Distretto di Buikwe       | Buikwe             | 422 771            | 1 206            |
| Distretto di Bukomansimbi | Bukomansimbi       | 151 413            | 599              |
| Distretto di Butambala    | Gombe              | 10 084             | 403              |
| Distretto di Buvuma       | Kitamilo           | 8 989              | 293              |
| Distretto di Gomba        | Kanoni             | 159 922            | 1 664            |
| Distretto di Kalangala    | Kalangala          | 54 293             | 451              |
| Distretto di Kalungu      | Kalungu            | 183 232            | 812              |
| Kampala                   | -                  | 1 507 080          | 188              |
| Distretto di Kayunga      | Kayunga            | 368 062            | 1 592            |
| Distretto di Kiboga       | Kiboga             | 148 218            | 1 592            |
| Distretto di Kyankwanzi   | Butemba            | 214 693            | 2 466            |
| Distretto di Luweero      | Luweero            | 456 958            | 2 216            |
| Distretto di Lwengo       | Lwengo             | 274 953            | 1 024            |
| Distretto di Lyantonde    | Lyantonde          | 93 753             | 883              |
| Distretto di Masaka       | Masaka             | 297 004            | 1 158            |
| Distretto di Mityana      | Mityana            | 328 964            | 1 524            |
| Distretto di Mpigi        | Mpigi              | 250 548            | 1 202            |
| Distretto di Mubende      | Mubende            | 684 337            | 4 591            |
| Distretto di Mukono       | Mukono             | 596 804            | 1 829            |
| Distretto di Nakaseke     | Nakaseke           | 197 369            | 3 461            |
| Distretto di Nakasongola  | Nakasongola        | 181 799            | 3 303            |
| Distretto di Rakai        | Rakai              | 516 309            | 3 245            |
| Distretto di Sembabule    | Mawogola Lwemiyaga | 252 597            | 2 315            |
| Distretto di Wakiso       | Wakiso             | 1 997 418          | 1 882            |

Regione Orientale
| Distretto                | Capoluogo   | Popolazione (2014) | Superficie (Km²) |
| ------------------------ | ----------- | ------------------ | ---------------- |
| Distretto di Amuria      | Amuria      | 270 928            | 2 578            |
| Distretto di Budaka      | Budaka      | 207 597            | 408              |
| Distretto di Bududa      | Bududa      | 210 173            | 316              |
| Distretto di Bugiri      | Bugiri      | 382 913            | 1 038            |
| Distretto di Bukedea     | Bukedea     | 2 036              | 1 032            |
| Distretto di Bukwo       | Bukwo       | 89 356             | 524              |
| Distretto di Bulambuli   | Muyembe     | 174 508            | 693              |
| Distretto di Busia       | Busia       | 323 662            | 734              |
| Distretto di Butaleja    | Butaleja    | 244 153            | 653              |
| Distretto di Buyende     | Buyende     | 323 067            | 1 379            |
| Distretto di Iganga      | Iganga      | 504 197            | 1 017            |
| Distretto di Jinja       | Jinja       | 471 242            | 677              |
| Distretto di Kaberamaido | Kaberamaido | 215 026            | 1 342            |
| Distretto di Kaliro      | Kaliro      | 236 199            | 778              |
| Distretto di Kamuli      | Kamuli      | 486 319            | 1 514            |
| Distretto di Kapchorwa   | Kapchorwa   | 105 186            | 352              |
| Distretto di Katakwi     | Katakwi     | 166 231            | 2 306            |
| Distretto di Kibuku      | Kibuku      | 202 033            | 481              |
| Distretto di Kumi        | Kumi        | 239 268            | 1 003            |
| Distretto di Kween       | Binyini     | 93 667             | 850              |
| Distretto di Luuka       | Kiyunga     | 23 802             | 648              |
| Distretto di Manafwa     | Manafwa     | 353 825            | 533              |
| Distretto di Mayuge      | Mayuge      | 473 239            | 1 073            |
| Distretto di Mbale       | Mbale       | 48 896             | 517              |
| Distretto di Namayingo   | Namayingo   | 215 442            | 585              |
| Distretto di Namutumba   | Namutumba   | 252 562            | 810              |
| Distretto di Ngora       | Ngora       | 141 919            | 637              |
| Distretto di Pallisa     | Pallisa     | 38 689             | 103              |
| Distretto di Serere      | Serere      | 285 903            | 1 495            |
| Distretto di Sironko     | Sironko     | 242 422            | 401              |
| Distretto di Soroti      | Soroti      | 296 833            | 1 366            |
| Distretto di Tororo      | Tororo      | 517 082            | 1 192            |

Regione Settentrionale
| Distretto                  | Capoluogo     | Popolazione (2014) | Superficie (Km²) |
| -------------------------- | ------------- | ------------------ | ---------------- |
| Distretto di Abim          | Abim          | 107 966            | 2 346            |
| Distretto di Adjumani      | Adjumani      | 225 251            | 2 962            |
| Distretto di Agago         | Agago         | 227 792            | 3 503            |
| Distretto di Alebtong      | Alebtong      | 227 541            | 1 535            |
| Distretto di Amolatar      | Amolatar      | 147 166            | 1 157            |
| Distretto di Amudat        | Amudat        | 105 767            | 1 626            |
| Distretto di Amuru         | Kilak         | 186 696            | 3 588            |
| Distretto di Apac          | Apac          | 368 626            | 2 947            |
| Distretto di Arua          | Arua          | 782 077            | 4 343            |
| Distretto di Dokolo        | Dokolo        | 183 093            | 1 004            |
| Distretto di Gulu          | Gulu          | 436 345            | 3 433            |
| Distretto di Kaabong       | Kaabong       | 167 879            | 7 298            |
| Distretto di Kitgum        | Kitgum        | 204 048            | 3 998            |
| Distretto di Koboko        | Koboko        | 206 495            | 760              |
| Distretto di Kole          | Kole          | 239 327            | 1 071            |
| Distretto di Kotido        | Kotido        | 18 105             | 362              |
| Distretto di Lamwo         | Lamwo         | 134 379            | 5 598            |
| Distretto di Lira          | Lira          | 408 043            | 1 327            |
| Distretto di Moroto        | Moroto        | 103 432            | 3 564            |
| Distretto di Moyo          | Moyo          | 139 012            | 1 902            |
| Distretto di Nakapiripirit | Nakapiripirit | 15 669             | 4 233            |
| Distretto di Napak         | Napak         | 142 224            | 4 901            |
| Distretto di Nebbi         | Nebbi         | 396 794            | 1 915            |
| Distretto di Nwoya         | Nwoya         | 133 506            | 4 601            |
| Distretto di Nyadri        | Nyadri        | 186 134            | 438              |
| Distretto di Otuke         | Otuke         | 104 254            | 1 555            |
| Distretto di Oyam          | Oyam          | 383 644            | 219              |
| Distretto di Pader         | Pader         | 178 004            | 3 294            |
| Distretto di Yumbe         | Yumbe         | 484 822            | 2 318            |
| Distretto di Zombo         | Zombo         | 240 082            | 940              |

Regione Occidentale
| Distretto                | Capoluogo   | Popolazione (2014) | Superficie (Km²) |
| ------------------------ | ----------- | ------------------ | ---------------- |
| Distretto di Buhweju     | Buhweju     | 12 072             | 748              |
| Distretto di Buliisa     | Buliisa     | 113 161            | 1 108            |
| Distretto di Bundibugyo  | Bundibugyo  | 224 387            | 848              |
| Distretto di Bushenyi    | Bushenyi    | 23 444             | 844              |
| Distretto di Hoima       | Hoima       | 572 986            | 3 671            |
| Distretto di Ibanda      | Ibanda      | 249 625            | 969              |
| Distretto di Isingiro    | Isingiro    | 48 636             | 2 613            |
| Distretto di Kabale      | Kabale      | 528 231            | 168              |
| Distretto di Kabarole    | Fort Portal | 469 236            | 181              |
| Distretto di Kamwenge    | Kamwenge    | 414 454            | 234              |
| Distretto di Kanungu     | Kanungu     | 252 144            | 1 271            |
| Distretto di Kasese      | Kasese      | 694 992            | 2 943            |
| Distretto di Kibaale     | Kibaale     | 785 088            | 4 242            |
| Distretto di Kiruhura    | Kiruhura    | 328 077            | 4 555            |
| Distretto di Kiryandongo | Kiryandongo | 266 197            | 3 595            |
| Distretto di Kisoro      | Kisoro      | 281 705            | 699              |
| Distretto di Kyegegwa    | Kyegegwa    | 281 637            | 1 747            |
| Distretto di Kyenjojo    | Kyenjojo    | 422 204            | 2 357            |
| Distretto di Masindi     | Masindi     | 291 113            | 3 932            |
| Distretto di Mbarara     | Mbarara     | 472 629            | 1 781            |
| Distretto di Mitooma     | Mitooma     | 183 444            | 542              |
| Distretto di Ntoroko     | Kibuuku     | 67 005             | 1 239            |
| Distretto di Ntungamo    | Ntungamo    | 483 841            | 2 048            |
| Distretto di Rubirizi    | Rubirizi    | 129 149            | 1 092            |
| Distretto di Rukungiri   | Rukungiri   | 314 694            | 1 435            |
| Distretto di Sheema      | Kibingo     | 207 343            | 696              |

## Evoluzione storica
La suddivisione in distretti è stata più volte modificata; in particolare, il numero dei distretti è passato dai 15 del 1966 ai 56 del 2001. Tali distretti erano i seguenti. 
Regione Centrale
| Localizzazione | Distretto                | Popolazione (2002) |
| -------------- | ------------------------ | ------------------ |
|                | Distretto di Kalangala   | 36 661             |
|                | Distretto di Kampala     | 1 208 544          |
|                | Distretto di Kiboga      | 231 718            |
|                | Distretto di Luweero     | 474 627            |
|                | Distretto di Masaka      | 767 759            |
|                | Distretto di Mpigi       | 414 757            |
|                | Distretto di Mubende     | 706 256            |
|                | Distretto di Mukono      | 807 923            |
|                | Distretto di Nakasongola | 125 297            |
|                | Distretto di Rakai       | 471 806            |
|                | Distretto di Sembabule   | 184 178            |
|                | Distretto di Kayunga     | 297 081            |
|                | Distretto di Wakiso      | 957 280            |

Regione Orientale
| Localizzazione | Distretto                | Popolazione (2002) |
| -------------- | ------------------------ | ------------------ |
|                | Distretto di Bugiri      | 426 522            |
|                | Distretto di Busia       | 228 181            |
|                | Distretto di Iganga      | 716 311            |
|                | Distretto di Jinja       | 413 937            |
|                | Distretto di Kamuli      | 712 079            |
|                | Distretto di Kapchorwa   | 193 510            |
|                | Distretto di Katakwi     | 307 032            |
|                | Distretto di Kumi        | 388 015            |
|                | Distretto di Mbale       | 720 925            |
|                | Distretto di Pallisa     | 522 254            |
|                | Distretto di Soroti      | 371 986            |
|                | Distretto di Tororo      | 559 528            |
|                | Distretto di Kaberamaido | 122 924            |
|                | Distretto di Mayuge      | 326 567            |
|                | Distretto di Sironko     | 291 906            |

Regione Settentrionale
| Localizzazione | Distretto                  | Popolazione (2002) |
| -------------- | -------------------------- | ------------------ |
|                | Distretto di Adjumani      | 201 493            |
|                | Distretto di Apac          | 676 244            |
|                | Distretto di Arua          | 855 055            |
|                | Distretto di Gulu          | 468 407            |
|                | Distretto di Kitgum        | 286 122            |
|                | Distretto di Kotido        | 596 130            |
|                | Distretto di Lira          | 757 763            |
|                | Distretto di Moroto        | 170 506            |
|                | Distretto di Moyo          | 199 912            |
|                | Distretto di Nebbi         | 433 466            |
|                | Distretto di Nakapiripirit | 153 862            |
|                | Distretto di Pader         | 293 679            |
|                | Distretto di Yumbe         | 253 325            |

Regione Occidentale
| Localizzazione | Distretto               | Popolazione (2002) |
| -------------- | ----------------------- | ------------------ |
|                | Distretto di Bundibugyo | 212 884            |
|                | Distretto di Bushenyi   | 723 427            |
|                | Distretto di Hoima      | 349 204            |
|                | Distretto di Kabale     | 471 783            |
|                | Distretto di Kabarole   | 359 180            |
|                | Distretto di Kasese     | 532 993            |
|                | Distretto di Kibaale    | 413 353            |
|                | Distretto di Kisoro     | 219 427            |
|                | Distretto di Masindi    | 469 865            |
|                | Distretto di Mbarara    | 1 089 051          |
|                | Distretto di Ntungamo   | 386 816            |
|                | Distretto di Rukungiri  | 308 696            |
|                | Distretto di Kamwenge   | 295 313            |
|                | Distretto di Kanungu    | 205 095            |
|                | Distretto di Kyenjojo   | 380 362            |

Dai 56 distretti si è poi passati, a più riprese, ai 111 attuali: 14 sono stati istituiti nel 2005; 7 nel 2006; 3 nel 2007; 7 nel 2009 e 24 nel 2010.